# László Papp Kolozsvári
László Papp Kolozsvári (n. 18 martie 1940, Cluj, România – d. 8 aprilie 2005, Budapesta, Ungaria) a fost un scriitor și traducător maghiar, dublu câștigător al premiului literar Attila József (1994, 1999).

## Biografie
László Papp Kolozsvári s-a născut pe 18 martie 1940 la Cluj în familia lui László Papp și a Magdolnei Hahn.
În 1962 a absolvit cursurile Institutului de Teatru de la Târgu Mureș.
Între anii 1957-1958 a lucrat ca ucenic muncitor, apoi între anii 1962-1967 a fost dramaturg la Teatrul Maghiar de Stat din Timișoara și apoi actor. În 1967 a imigrat în Ungaria și s-a stabilit la Budapesta. A lucrat ca director artist la TV2 între anii 1992-1993, apoi a fost director adjunct al Direcției de programe ale minorităților în cadrul Televiziunii Maghiare între anii 1993-1994. După 1994 a lucrat ca director adjunct al edițiilor regionale ale postului public maghiar de televiziune.
În multe romane și eseuri a descris viața intelectualilor din comunitățile izolate, precum și lupta intelectualului cu constrângerile sociale și politice. Romanul său Szakolczayval az aluljáróban (1992) prezintă viața sa în zilele tulburi ale schimbării de regim.
László Papp Kolozsvári a tradus, de asemenea, în limba maghiară aproximativ 30 de romane românești, franțuzești și englezești.

## Scrieri
- Monológok a határon (1978)
- Az alkoholista halála (1980)
- Lecsókolt kép (1982)
- Halálugrás kezdőknek és haladóknak (1983)
- Madarak voltunk (1984)
- Variációk (1985)
- Piruett-akció (1986)
- A bohém (1987)
- Malomárok (1988)
- Gyilkosság Normandiában (1990)
- Szakolczayval az aluljáróban (1992)
- Bűnös vadász (1995)
- Miért kicsik a törpék (1998)
- Kleotéra története (2000)
- A nagy hóemberháború (2005)
- A diák utolsó története; Kortárs, Bp., 2011 (Kortárs próza)

## Piese de teatru
- Édes otthon (1984)
- Hazánk fiai (1985)
- Világítók
- A korsó

## Traduceri
- Zaharia Stancu: Karaván (Șatra) (1972)[3]
- Augustin Buzura: A kintiek (1974)
- Romulus Guga: Halál utáni élet (1975)
- A. Buzura: A hallgatás arcai (1976)
- G. Bălăiță: A világ két napban (1977)
- A. Buzura: Gőg (Orgolii) (1979)[4]
- R. Guga: A bolond és a virág (1983)
- A. Buzura: Az éjszaka hangjai (1983)
- Alexandru Ivasiuc: Megvilágosodások (1979)
- Jánosi János: Szépség és művészet (1978)
- P. Mac Orlan: A matrózok dala (1978)
- Veronica Porumbacu: Hang és áradat (1979)
- Sorin Titel: A madár és az árnyék (1981)
- F. Sonkin: Apám igézetében (1982)
- Grigore Zanc: Zuhanás (1982)
- Horia Tecuceanu: Az Anda-akció (1983)
- B. Rochefort: Tulipán Fanfan, az ördöngös francia (1984)
- Constantin Țoiu: A kísérő (1984)
- G. Gafița: A tél más ország (1985)
- Jun'ichirō Tanizaki: Aki a keserűfüvet szereti (1986)
- S. Titel: Asszony, íme a te fiad (1986)
- H. Tecuceanu: D-237 (1987)
- Eugen Uricaru: Vladia (1987)
- A. Buzura: Menedékek (1988)
- Nagai Kafú: Szumida (1989)
- P. Réage: O története (1990)
- I. Chimet: Hunyd be a szemed és meglátod a várost (1990)
- Jun'ichirō Tanizaki: A kulcs (1990)
- Clèment Brunoy: Salyne (2003)
- Gabrielle Wittkop: A nekrofil (2003)
- Sadie Blackeyes: A gépírókisasszony (2003)
- Marilyn Lowell: Ezeregyéjszakái (2004)
- Pierre Louÿs: Három lány és az anyjuk  (2004)
- Leopold von Sacher-Masoch: Pusztai Hiéna (2005)